# Temeșești, Arad
Temeșești este un sat în comuna Săvârșin din județul Arad, la limita între regiunile istorice Banat și Crișana, România.

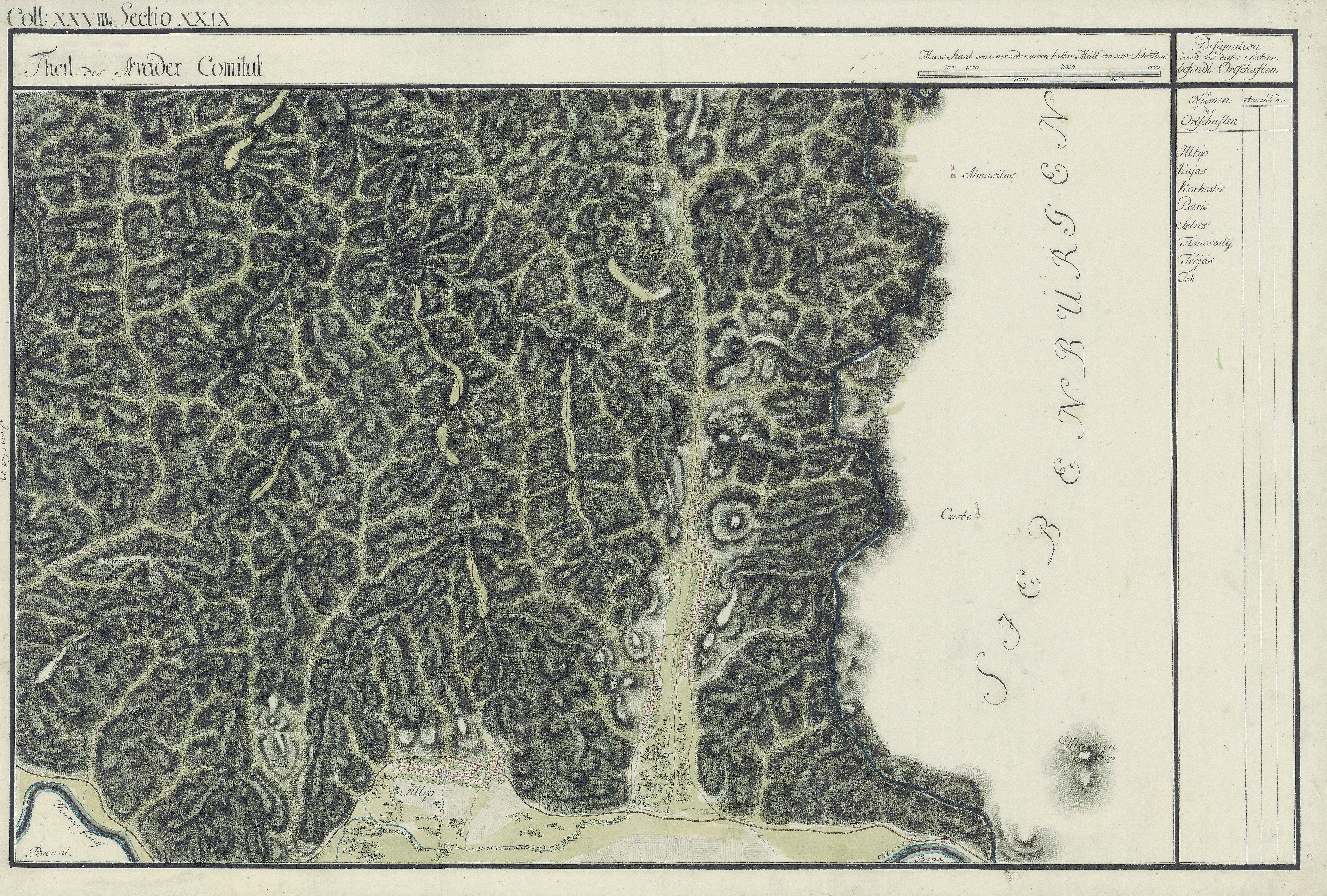
Temeșești în Harta Iosefină a Comitatului Arad

## Galerie de imagini

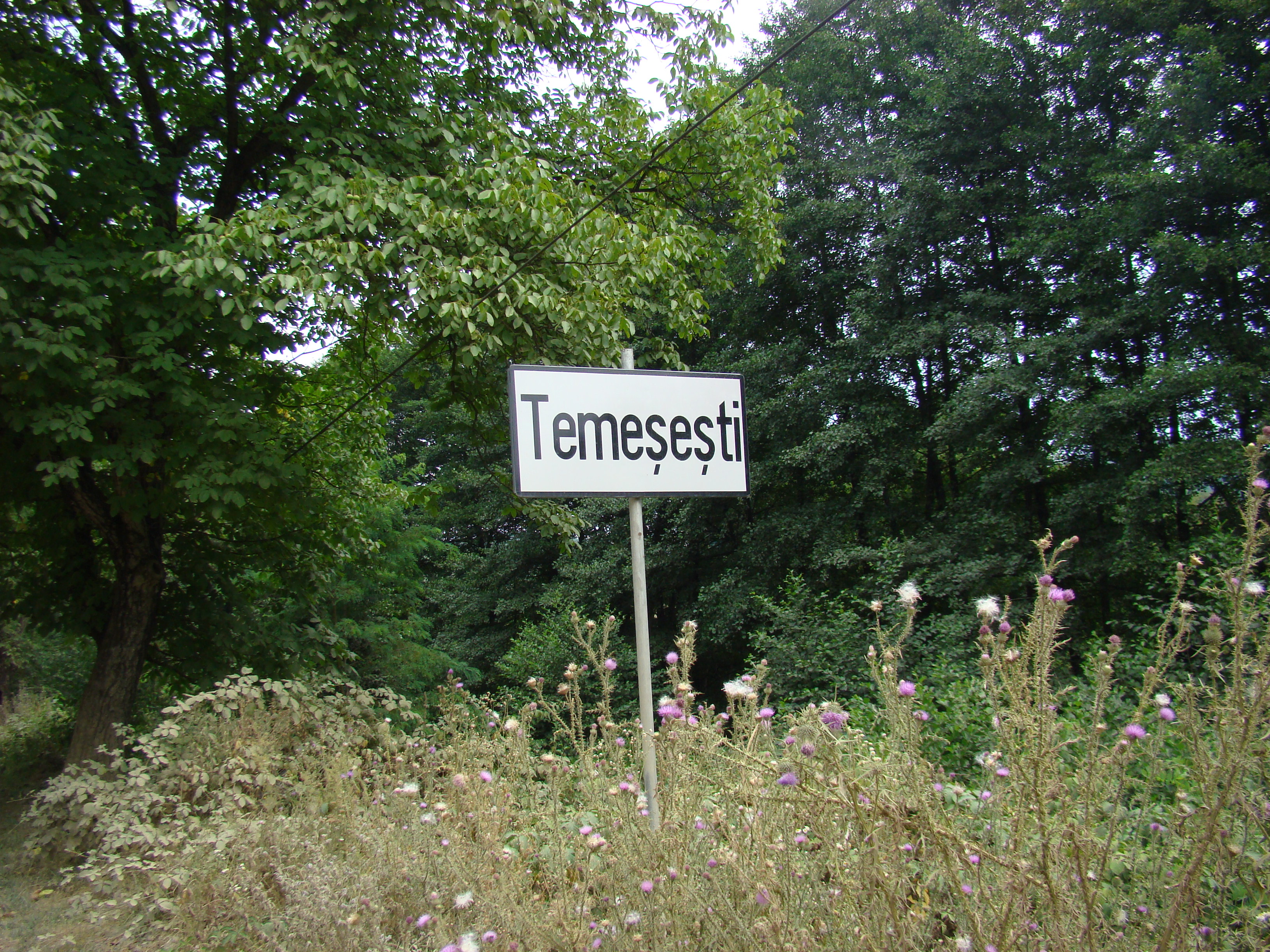
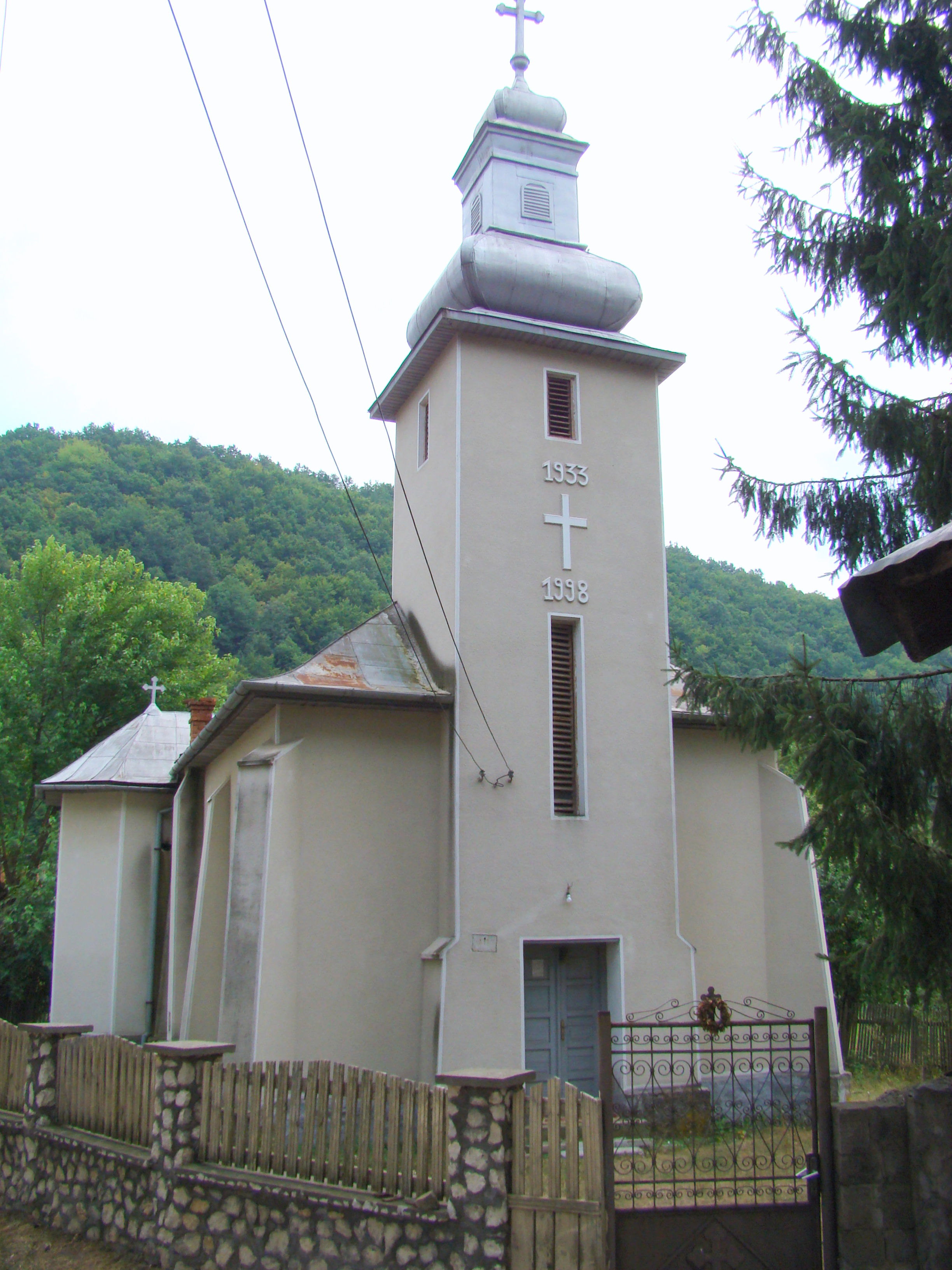
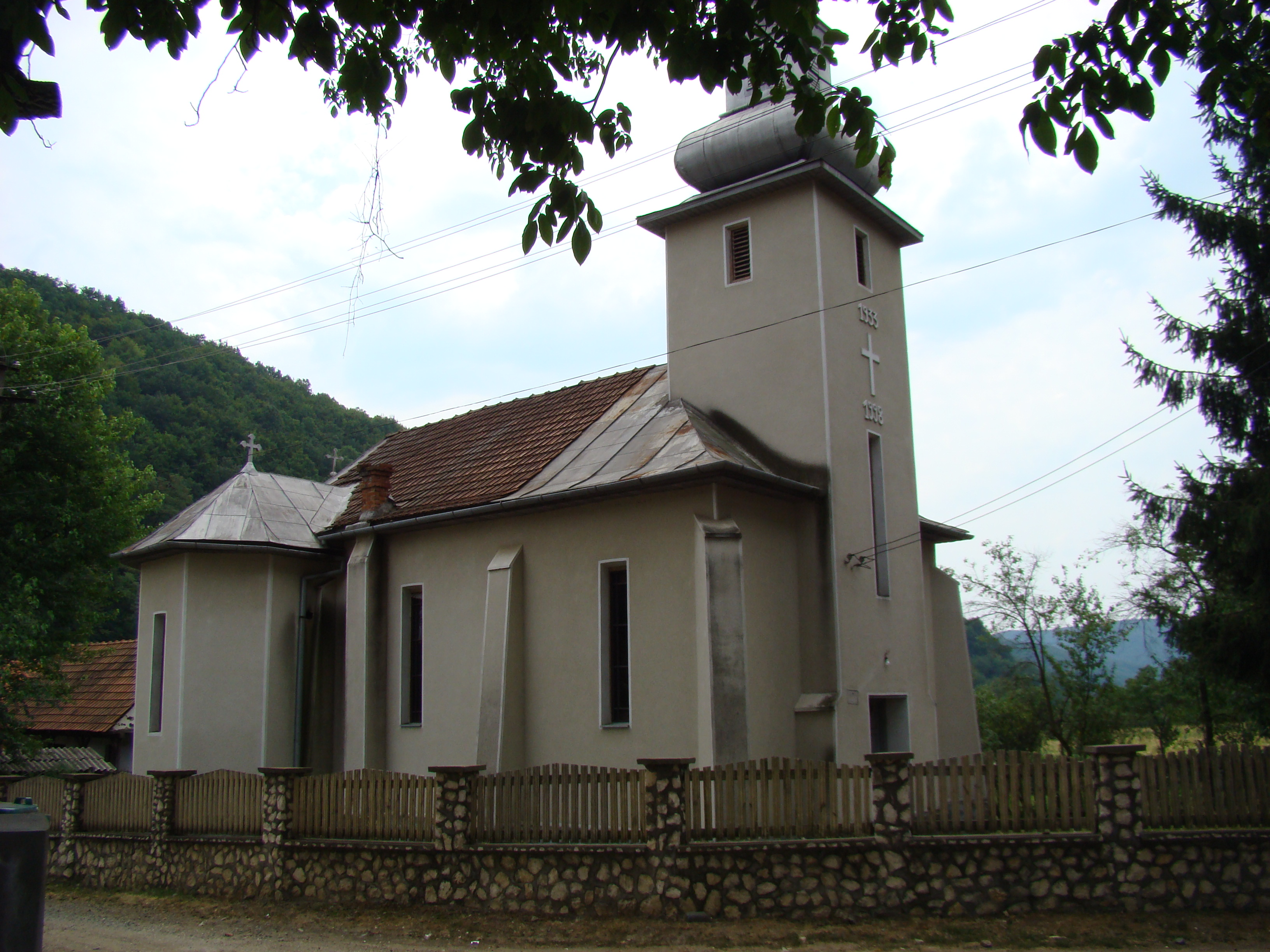
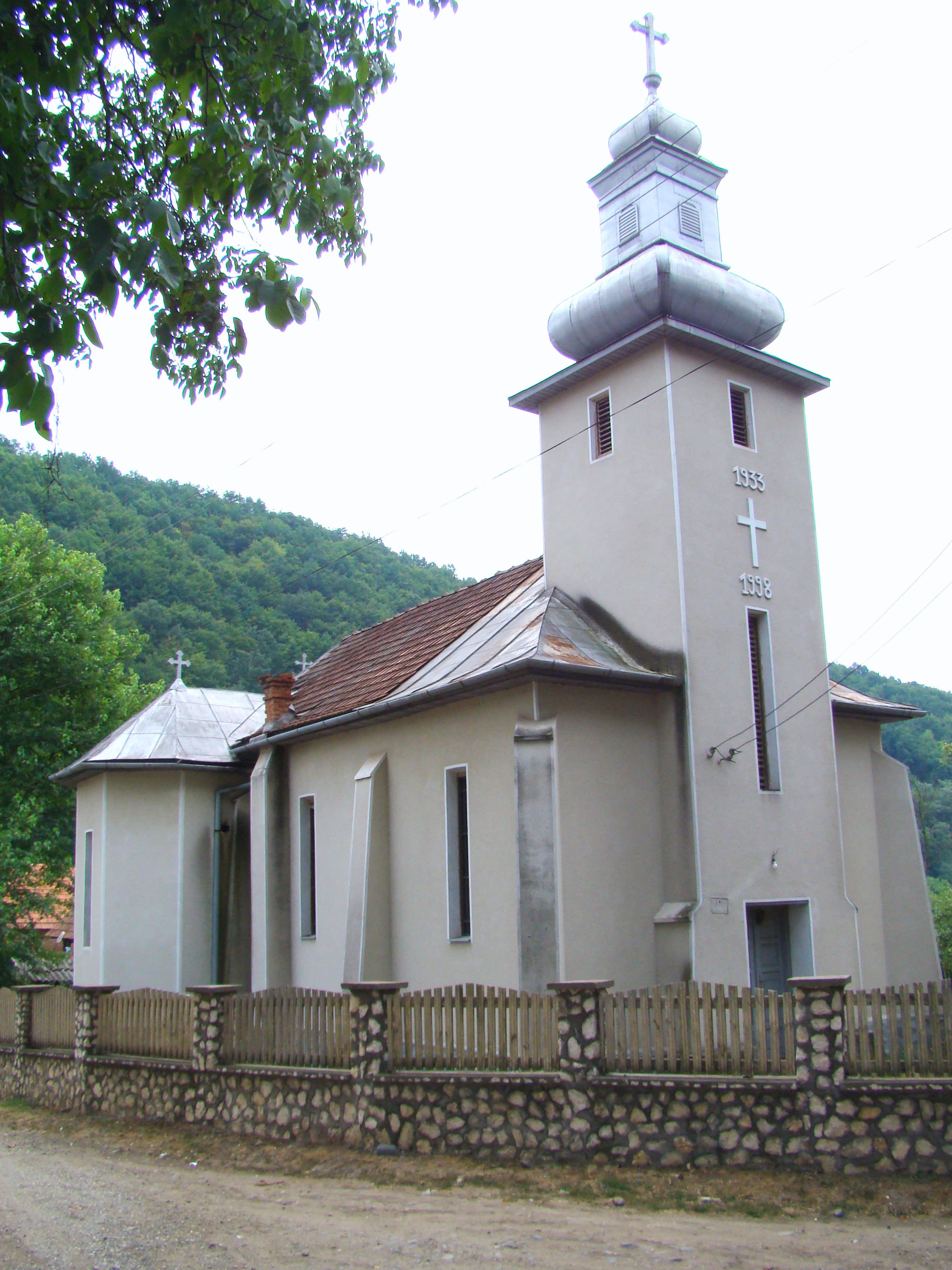
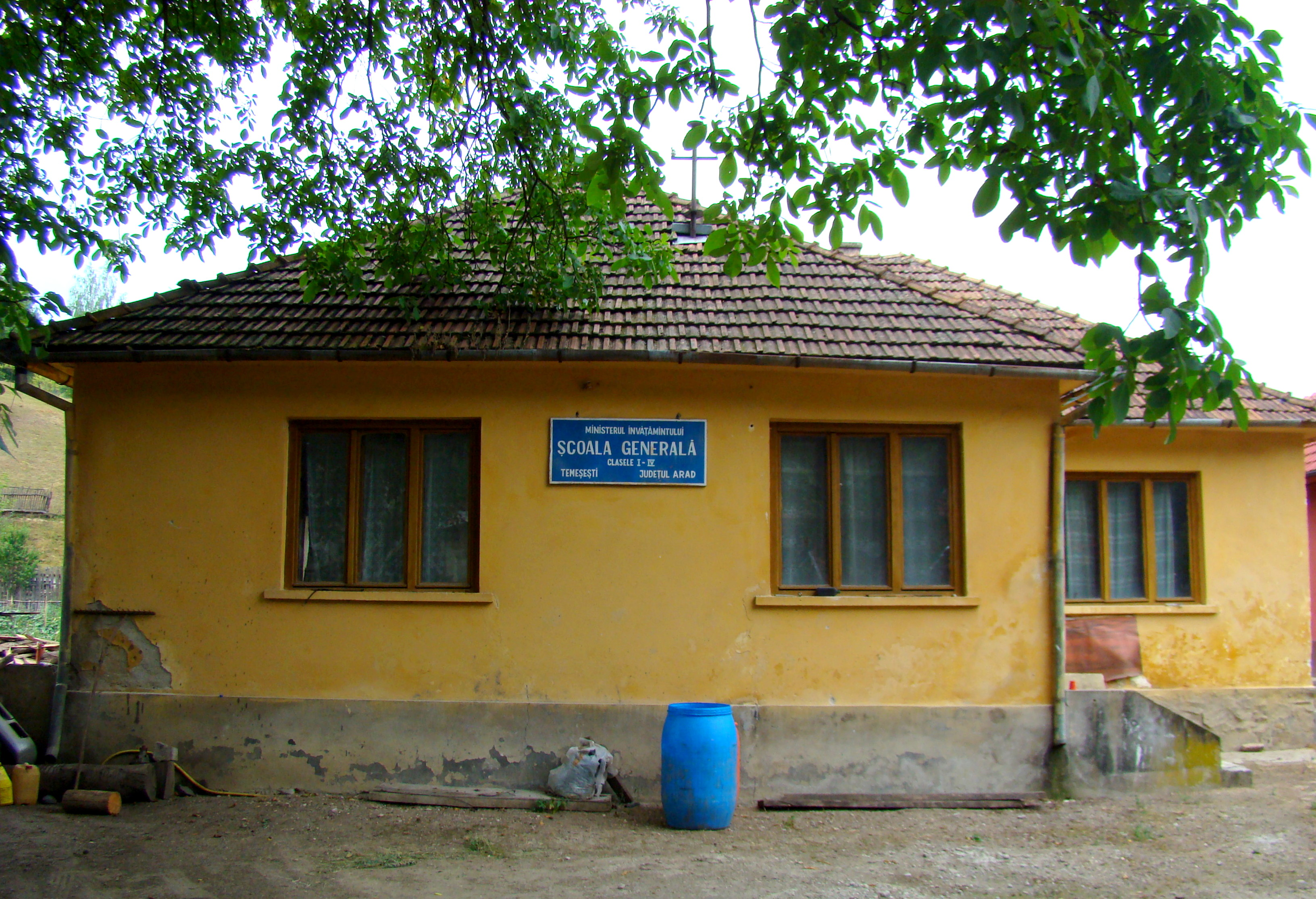
Școala din Temeșești